# Paul von Kropff
Paul Carl Wilhelm Heinrich von Kropff (* 19. November 1832 in Berlin; † 28. Juli 1898 in Braunschweig) war ein preußischer Generalleutnant.

## Leben

### Herkunft
Er war Angehöriger des 1560 nobilitierten Adelsgeschlechts Kropff, sowie der Sohn des späteren preußischen Generalleutnants Karl von Kropff (1793–1872) und dessen erster Ehefrau Bertha, geborene von Alvensleben († 1892) aus dem Hause Schochwitz. Diese Ehe wurde am 11. Dezember 1852 geschieden. Sie war die Tochter des Generalleutnants Johann Friedrich Karl II. von Alvensleben und Schwester des Generalleutnants Hermann von Alvensleben.

### Militärkarriere
Nach dem Besuch des Gymnasiums trat Kropff am 1. Oktober 1849 als Füsilier in das 2. Garde-Regiment zu Fuß der Preußischen Armee in Berlin ein. Hier wurde er ein Jahr später zum Portepee-Fähnrich ernannt und am 13. März 1851 mit Patent vom 17. Januar 1852 zum Sekondeleutnant befördert. Als solcher wurde er vom 18. Juni bis 15. Juli 1855 zum II. Bataillon des 4. Garde-Landwehr-Regiments nach Koblenz kommandiert. Ab 1858 gehörte er der 10. Kompanie seines Regiments an. Zum Premierleutnant befördert, wurde er vom 18. Juni bis 11. August 1859 als Kompanieführer zum III. Bataillon des 2. Garde-Landwehr-Regiments nach Cottbus kommandiert. Unter Beförderung zum Hauptmann wurde Kropff am 14. Februar 1863 zum Chef der 4., später der 12. Kompanie ernannt. Im Deutschen Krieg 1866 nahm er an der Schlacht bei Königgrätz teil und erhielt dafür den Kronenorden III. Klasse mit Schwertern.
Zum Department-Ersatz-Geschäft im Bezirk der 4. Infanterie-Brigade war er vom 17. September bis zum 17. Oktober 1868 befohlen.
Im Krieg gegen Frankreich wurde Kropff am 16. September 1870 zum Major befördert. Er nahm an den Schlachten von St. Privat, Beaumont und Sedan, an der Beschießung von Montmédy, sowie an den Gefechten von Rantigny, Le Bourget, Dugny und der Einschließung und Belagerung von Paris teil. Für seine Leistungen wurde Kropff mit beiden Klassen des Eisernen Kreuzes ausgezeichnet.
Am 29. März 1871 wurde Kropff zum Kommandeur des Lauenburgischen Jäger-Bataillons Nr. 9 in Ratzeburg ernannt. In dieser Stellung führte er das Bataillon bei dem Kaisermanöver 1875 in Mecklenburg. Am 22. März 1876 wurde Kropff zum Oberstleutnant befördert. Sein Jäger-Bataillon wurde zum 1. Oktober 1876 nach Hagenau verlegt. Im Elsass wurde ihm so das zweite Mal die Ehre zuteil, als Kommandeur seine Jäger 1879 bei der zum Kaisermanöver gehörenden Kaiserparade in Straßburg am Höchsten Kriegsherrn vorbeizuführen. Unter Stellung à la suite des 3. Garde-Regiments zu Fuß wurde Kropff am 10. April 1880 mit der Führung dieses Verbandes beauftragt, am 12. April 1880 zum Kommandeur ernannt sowie am 18. September 1880 zum Oberst befördert.
Vom 20. Mai 1880 bis zum 10. Februar 1881 gehörte Kropff der Kommission zur Beratung der Zweckmäßigkeit der Einführung der Magazin-Gewehre an.
Mit der Führung der 4. Garde-Infanterie-Brigade wurde Kropff unter Stellung à la suite seines bisherigen Regiments am 11. Februar 1886 betraut und mit der Beförderung zum Generalmajor zum Kommandeur ernannt. Am 19. September 1888 beauftragte man Kropff mit der Führung der 15. Division in Köln. Zeitgleich mit seiner Beförderung zum Generalleutnant am 15. Oktober 1888 folgte die Ernennung zum Kommandeur dieser Division, bis er schließlich am 8. März 1892 mit der gesetzlichen Pension Disposition gestellt wurde. Anlässlich seiner Verabschiedung erhielt Kropff am 10. März 1892 den Kronenorden I. Klasse mit Schwertern am Ringe.
Seinen Lebensabend verbrachte er in Braunschweig, wo Kropff an einem Schlaganfall verstarb.

### Familie
Kropff heiratete am 5. April 1862 Marie Louise Klara von Ingersleben (* 20. Oktober 1834; † 27. September 1903). Sie war eine Tochter des Geheimrats Ludwig Karl Friedrich von Ingersleben und der Sophie von Loga sowie Enkelin des Generalmajors Kasimir von Ingersleben. Aus der Ehe gingen die Söhne Curt (* 9. Februar 1864) und Karl-Udo (* 8. März 1868) hervor, die ebenfalls eine Offizierslaufbahn in der Preußischen Armee einschlugen sowie die Tochter Margarete (* 27. März 1872).

## Auszeichnungen
- Rechtsritter des Johanniterordens am 26. Juni 1883
- Kommandeurkreuz I. Klasse des Schwertordens im Oktober 1888
- Großoffizierkreuz des Ordens der Aufgehenden Sonne im Juli 1889
- Stern zum Roten Adlerorden II. Klasse mit Eichenlaub am 18. Januar 1891